# Wang Shuo
Wang Shuo (chinesisch 王朔, Pinyin Wáng Shuò, * 23. August 1958 in Nanjing) ist ein chinesischer Schriftsteller und Drehbuchautor.
Wang Shuo gilt als Vertreter einer Gesellschaftsschicht, die in China 流氓 liumang (Rowdy, Gauner, Lump, Schurke) oder 痞子 pizi (Faulpelz, Strolch) genannt wird. Damit sind Menschen gemeint, die in Cliquen auftreten, sich dabei über andere lustig machen, meist arbeitslos sind und sich bewusst über Regeln hinwegsetzen. Zu den Werten der liumang gehören Freiheit, Ungebundenheit und Selbstbestimmung. Wang Shuos Literatur, in der als Protagonisten ebenfalls liumang auftreten, wurde demnach "Hooligan-Literatur" (痞子文学 pizi wenxue) genannt und teilweise auch verboten.

## Biographie
Aufgewachsen in Peking, tritt er nach dem Abitur 1976 in die chinesische Marine ein. Dies nicht zuletzt wohl auch auf Druck seines Vaters, der hofft, seinen aufsässigen Sohn so etwas bändigen zu können. Später arbeitet Wang Shuo als Arzneimittelvertreter für einen Pekinger Pharmakonzern und führt mit seinen Kumpeln ein wildes Leben: Frauen, krumme Geschäfte, reichlich Kontakt mit der Polizei. 1978 beginnt er, literarische Texte zu verfassen. 1984 feiert er seinen ersten großen Erfolg mit der Erzählung Die Stewardess (Kongzhong xiaojie 空中小姐).
In weiteren Romanen wie "Oberchaoten" und "Herzklopfen" benutzt Wang Shuo stark ideologisch geprägte Politsprache – allerdings auf ironische Art und Weise. Stil und Handlung sind geprägt von der Ideologie der liumang, die sich auch in den neu geprägten Begriffen der liumang-Sprache äußert: 
- 合法 hefa (Deutsch eigentl. "legal"): Man könnte den Durst löschen, hätte aber keinen Spaß dabei.
- 谎言 huangyan (Deutsch eigenl. "Lüge"): Wenn man eine Lüge tausendmal wiederholt wird sie zur Wahrheit. Aber manche Lügner verlieren einfach die Geduld…

Nach dem Tian’anmen-Massaker 1989 wird Wang Shuos Werk erstmals verboten, ein zweites Mal für kurze Zeit im Jahre 1996, was aber seine ohnehin große Popularität in China nur noch steigert.
Der große Erfolg seiner auf Deutsch oft als "Schelmenromane" qualifizierten Romane in den 1980er Jahren animierte ihn zu Beginn der 1990er Jahre dazu, einige seiner Werke für Film und Fernsehen zu adaptieren.

## Romane
- Herzklopfen heisst das Spiel, ISBN 3-257-22971-2, 1995 (玩的就是心跳 Wande jiu shi xintiao, 1989)
- Oberchaoten, ISBN 3-257-06142-0, 1997 (玩主 Wanzhu, 1987; 一点正经没有 Yi dian zhengjing meiyou, 1989)
- Ich bin doch dein Vater!, ISBN 978-3-940527-62-2, 2012 (我是你爸爸 Wo shi ni baba, 1991).

## Sekundärliteratur
- Long, Nian. 王朔词典 Wang Shuo Cidian (Wang Shuo-Lexikon). Taihai-Verlag, Beijing 2001.